# Mowgli's Road
"Mowgli's Road" é uma canção da artista musical galesa Marina and the Diamonds contida em seu álbum de estréia The Family Jewels (2010). A faixa foi composta por Liam Howe com auxílio na escrita por Diamandis. Foi lançada como primeiro single do disco em 13 de novembro de 2009.

## Faixas e formatos
| Download digital da Austrália |                 |         |  |
| N.º                           | Título          | Duração |  |
| 1.                            | "Mowgli's Road" | 3:05    |  |

| Download digital da Reino Unido |                       |         |  |
| N.º                             | Título                | Duração |  |
| 1.                              | "Mowgli's Road"       | 3:05    |  |
| 2.                              | "Space and the Woods" | 2:49    |  |

## Histórico de lançamento
| País          | Data                   | Formato          | Gravadora   |
| ------------- | ---------------------- | ---------------- | ----------- |
| Austrália     | 13 de novembro de 2009 | Download digital | 679 Artists |
| Bélgica       | 13 de novembro de 2009 | Download digital | 679 Artists |
| Brasil        | 13 de novembro de 2009 | Download digital | 679 Artists |
| Dinamarca     | 13 de novembro de 2009 | Download digital | 679 Artists |
| França        | 13 de novembro de 2009 | Download digital | 679 Artists |
| Japão         | 13 de novembro de 2009 | Download digital | 679 Artists |
| Países Baixos | 13 de novembro de 2009 | Download digital | 679 Artists |
| Noruega       | 13 de novembro de 2009 | Download digital | 679 Artists |
| Nova Zelândia | 13 de novembro de 2009 | Download digital | 679 Artists |
| Portugal      | 13 de novembro de 2009 | Download digital | 679 Artists |
| Reino Unido   | 13 de novembro de 2009 | Download digital | 679 Artists |